# ماتي ادواردز هيويت
كان ماتي إدواردز هيويت (1869–1956)  مصورة أمريكية للهندسة المعمارية والمناظر الطبيعية والتصميمات، خاصةً في الساحل الشرقي. في البداية ارتبطت بفرانسيس بنجامين جونستون، الذي أصبح فيما بعد عشيقها الذي يعيش ويعمل معها منذ عام 1909 لمدة 8 سنوات. كما أسسوا معًا شركة تسمى "Johnston-Hewitt Studio" في مدينة نيويورك في عام 1913 والتي استمرت حتى عام 1917. وقد اشتهروا في مجال التصوير المعماري والمناظر الطبيعية وأخذوا العديد من الصور للمباني والحدائق الشهيرة التي أطلق عليها اسم مس جونستون والسيدة هيويت "أو" فرانسيس بنيامين جونستون وماتي إدواردز هيويت ".  
كتالوج أعمالها بعنوان «صورة من عصر في هندسة المناظر الطبيعية: صور ماتي إدواردز هيويت» كان متاح ككتالوج معروض، (15 سبتمبر - 30 نوفمبر 1983) في «ويف هيل»، برونكس، نيويورك. 

## سيرة شخصية

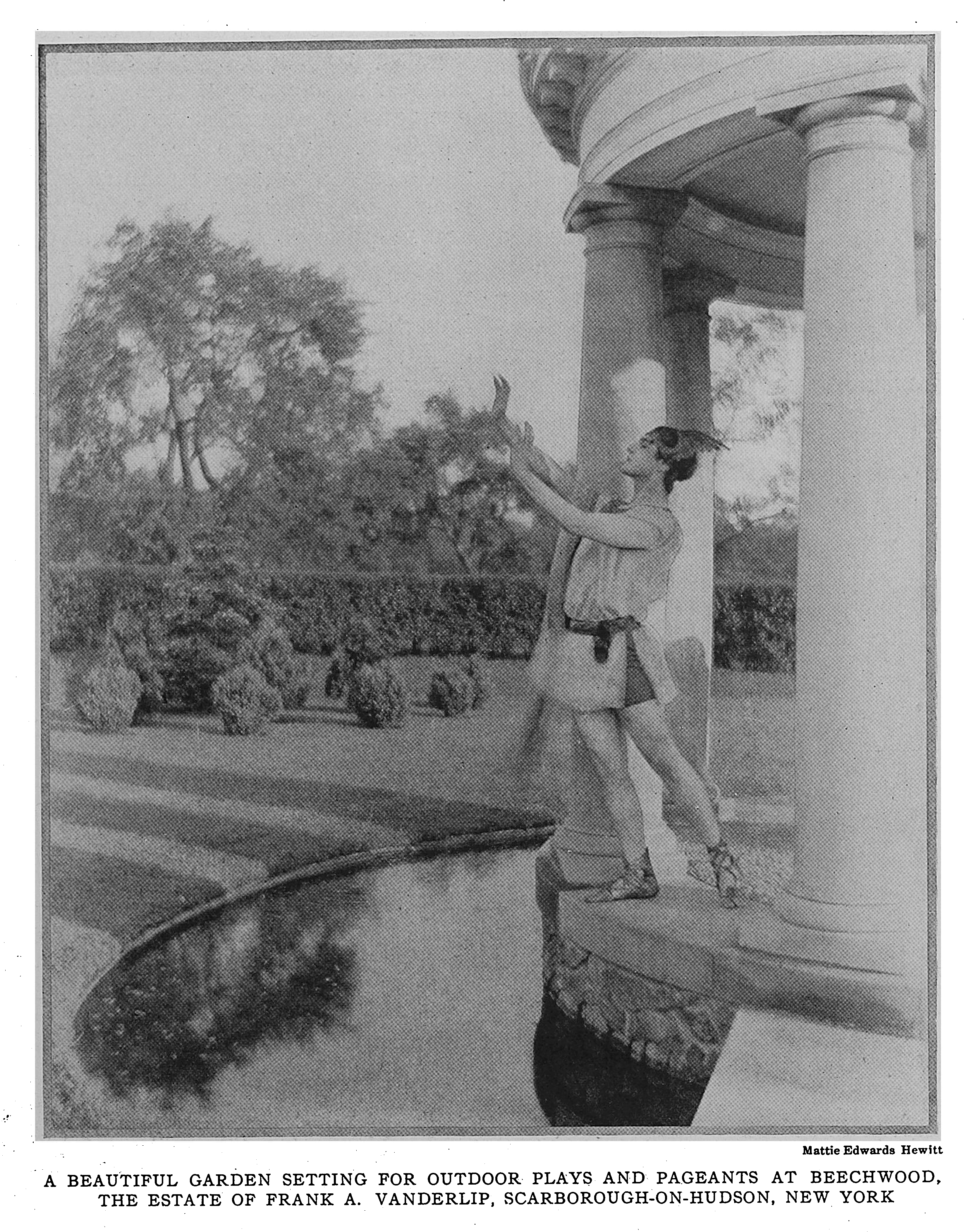
التقطت الصورة هيوليت في قصر بيتشوود

## فهرس
- Fleming، Nancy (1 مارس 2013). Money, Manure & Maintenance. Nancy Fleming. ISBN:978-0-9643003-9-2. مؤرشف من الأصل في 2020-10-27.
- Gover، C. Jane (1988). The Positive Image: Women Photographers in Turn-of-the-Century America. SUNY Press. ISBN:978-0-88706-533-0. مؤرشف من الأصل في 2020-10-27.
- Karson، Robin S. (مايو 1989). Fletcher Steele, landscape architect: an account of the gardenmaker's life, 1885–1971. Abrams/Sagapress. ISBN:978-0-8109-1523-7. مؤرشف من الأصل في 2020-10-27.
- Lemon، Brendan (أغسطس 2000). "BOOKS: Frances Benjamin Johnston: A brilliantly seductive new biography asks: was one of America's greatest photographers a lesbian?". Out (magazine). Here Publishing. مؤرشف من الأصل في 2020-10-27.
- Rybczynski، Witold؛ Olin، Laurie؛ Brooke، Steven (2007). Vizcaya: An American Villa and Its Makers. University of Pennsylvania Press. ISBN:0-8122-3951-2. مؤرشف من الأصل في 2020-10-27.